# Trinley Gyatso
Pour les articles homonymes, voir Trinley Gyatso (homonymie).
12e dalaï-lama
[[Khendrup Gyatso|Précédent]] [[Thubten Gyatso|Suivant]]
Trinley Gyatso (tibétain : འཕྲིན་ལས་རྒྱ་མཚོ་, Wylie : vPhrin-las rgya-mtsho) est le douzième dalaï-lama (26 janvier 1857 - 25 avril 1875).

## Biographie
Trinley Gyatso est né en 1857 dans le Lhoka, au sud du Tibet, près du lac Olkha, dans l'actuel comté de Sangri. Son père se dénommait Phuntsok Tsewang et sa mère Tsering Yudon. En 1858, il est reconnu comme réincarnation du 11e dalaï-lama, escorté à Lhassa où le régent Reting Ngawang Yeshi Tsultrim Gyaltsen lui donne son nom religieux (Lobsang Trinley Gyatso: Océan des œuvres de Bouddha).
Le gouvernement tibétain, exsangue après le décès prématuré des trois précédents dalaï-lamas, ordonne que ses parents s'allient par mariage à la famille Lhalu. Son père reçoit le titre de kung dont hérite à sa mort en 1865 son fils aîné, Lhalu Yeshe Norbu Wangchug.
En 1860, à cinq ans, il reçoit les vœux de moine novice du Ganden Tripa Lobsang Khyenrab Wangchug et est intronisé le 14 août au palais du Potala.
En 1872, le Tsongdu, l'Assemblée nationale tibétaine, qui comprenait des représentants de tous les monastères de Lhassa ainsi que des fonctionnaires laïques, est créée.
Il reçoit la responsabilité de la direction spirituelle et politique du Tibet le 11 mars 1873. Un peu plus de 2 ans plus tard alors qu'il se rend en pèlerinage au monastère de Chokhorgyal près du lac sacré de Lhamo-Latso, il tombe malade et meurt le 25 avril 1875 à l'âge de 18 ans.
Durant son enfance et son apprentissage, du fait de la guerre des Britanniques au Sikkim et au Bhoutan, pays d'influence tibétaine, l'accès au Tibet fut interdit aux européens. Ces guerres furent considérées comme les prémices d'une colonisation du Tibet par les Britanniques qui colonisaient déjà l'Inde — ce qui n'était pas acceptable pour les lamas. Le Tibet ne reçut aucune aide de la dynastie Qing affaiblie et cessa de fait de reconnaître les relations avec le gouvernement des mandchous. Des missionnaires tentèrent cependant de rentrer dans le pays via le fleuve Mékong et la rivière Salween.
En 1872, Nikolaï Prjevalski rencontre, vers les rives du Kokonor, l'ambassadeur de Lhassa à Pékin, Kambe Nantu, qui avait quitté Lhassa en 1862, et qui y retournait, en attendant la fin de la révolte des Dounganes. L'ambassadeur lui propose de rendre visite au 12e dalaï-lama à Lhassa, mais il n'a pas les moyens de s'y rendre immédiatement. À l'époque de sa grande expédition tibétaine (1879-1880), Kambe Nantu est mort et ne peut l'aider dans ses vains efforts pour atteindre Lhassa.
Les biographes du 13e et du 12e  dalaï-lama rapporte que ce dernier eu une vision prophétique de Padmasambhava, qui lui indiqua qu'il pouvait choisir de se marier et d'avoir une vie longue, ou de rester moine et d'avoir une vie courte. Il aurait choisi la voie monastique, les fruits en découlant devant se révéler dans ses incarnations suivantes.